# Warndt
De Warndt is een geografische streek op de grens van het Franse departement Moselle en de Duitse deelstaat Saarland.

## Topografie

Natuurreservaat Rehbruchweiher, Geislautern, gem. Völklingen

De streek beslaat ongeveer 5000 hectare bosgebied ten westen van Saarbrücken en wordt begrensd door de Saar in het oosten, de Bist in het noorden en de Rossel in het zuiden. De laatste twee stromen zijn zijrivieren van de Saar. Door de streek stroomt de Lauterbach, ook een zijrivier van de Saar. De Lauterbach stroomt bij Geislautern in de Rossel. De Rossel stroomt vervolgens bij Wehrden in de Saar.

## Geschiedenis
De naam Warndt komt voor het eerst voor in het jaar 999 in een schenkingoorkonde van keizer Otto III van het Heilige Roomse Rijk. Het woud werd vooral gebruikt als jachtgebied. De landsvorst Nassau-Saarbrücken liet in 1717 een jachtslot bouwen in Karlsbrunn. In de 17e eeuw was het gebied een van de toevluchtsoorden van de Franse hugenoten. Tijdens het Saaroffensief in 1939 werd het Duitse deel van het Warndt (dat een saillant vormt en door de Duitsers niet werd verdedigd) kortstondig door Franse troepen bezet.

## Plaatsen in de Warndt
- In Duitsland (21): Differten, Dorf im Warndt, Emmersweiler, Fenne, Friedrichweiler, Fürstenhausen, Geislautern, Gersweiler, Großrosseln, Hostenbach, Karlsbrunn, Klarenthal, Lauterbach, Ludweiler, Naßweiler, Schaffhausen, Sankt Nikolaus, Überherrn, Wadgassen, Wehrden, Werbeln
- In Frankrijk (26): Béning-lès-Saint-Avold, Betting, Bisten-en-Lorraine, Carling, Cocheren, Creutzwald, Dalem, Diesen, Falck, Forbach, Freyming-Merlebach, Guerting, Ham-sous-Varsberg, Hargarten-aux-Mines, Hombourg-Haut, L'Hôpital, Longeville-lès-Saint-Avold, Merten, Morsbach, Macheren, Petite-Rosselle, Porcelette, Rosbruck, Saint-Avold, Schoeneck, Varsberg.